# 結那
結那（ゆいな、2001年〈平成13年〉9月27日 - ）は、日本の女優、モデル、アーティスト、声優。2021年ミス・ワールド・ジャパン 準ミス・ワールド2021日本代表、ガールズ・バンド「DROP DOLL」元メンバー、声優ユニット「Liella!」のメンバー。放映新社所属。

## 経歴
神奈川県横浜市出身で、小学校在学時から芸能活動を開始する。
2016年にガールズバンド・DROP DOLLを結成してボーカル・ギターを担当する。
2020年ミス・ワールド 日本大会で上位10人に選出されて審査員特別賞を受賞し、2021年ミス・ワールド 日本大会で準ミスワールドとなる。
おもに舞台女優として活動し、2022年に放送されたアニメ「ラブライブ!スーパースター!!」2期で、ウィーン・マルガレーテの声を務める。登場当初はメイングループ・Liella!の強力なライバルであったが、2023年4月28日にLiella!の3期メンバーとして加入する。
2024年4月1日、バンダイナムコミュージックライブの新たなマネジメント部門である「StarRise」からソロアーティストプロジェクト「LustQueen」の活動を行っていくことを発表。同じくStarRiseがマネジメントを行うLiella!と並行して活動を行う。なお、StarRiseは2025年4月にALLXTRAZに移管されたが、引き続きStarRiseがマネジメントを行う。

## 人物
- 特技はギター、テニス、リターンボールラケット、手話[2]。
- 幼少から両親の影響でテニスを始める。
- ホワイトチョコなど甘い物好きで、InstagramのストーリーやX (Twitter) などに食べたものを日常的に投稿している[5]。

## 受賞歴
- ミスワールド 日本大会2020年 TOP10審査員特別賞 受賞
- ミスワールド 日本大会2021年 準ミスワールド日本 受賞

## 出演
太字はメインキャラクター。

### テレビドラマ
- レンアイ漫画家 第3話（2021年4月22日、フジテレビ） - 大倉シンゴの彼女リサ 役

### 映画
- おー!まい!ごっと!神様からの贈り物（2014年、ティー・オーエンターテインメント） - ゴンゲン様 役
- リトルパフォーマー 風の鼓動（2016年、影山塾） - 良子 役
- 流山三銃士（2017年、エース・プロダクション） - 秋本千砂 役
- JK☆ROCK（2019年、エース・プロダクション） - 佐々木真緒 役

### 舞台
- オッドエンタテインメント「ゲキドル the STAGE」（2021年3月3日 - 7日、シアターサンモール） - 沢田 奈々子 役
- 劇団バルスキッチン「どぎまぎメモリアル」（2021年4月21日 - 25日、バルスタジオ） - 野原 亜紀 役
- 劇団バルスキッチン「青春フルスロットル」（2021年5月26日 - 30日、CBGKシブゲキ！！） - 金本 響子 役
- 天才劇団バカバッカ「ヴァンダフルワールド」（2021年10月28日 - 11月3日、こくみん共済 coop ホール/スペース・ゼロ） - 笑美 役
- 天才劇団バカバッカ「ダディフー」（2022年1月14日 - 1月18日、シアターアルファ東京 ） - 緑川君枝 役
- 『アイディール・セミナー/Final session』(2025年6月4日-8日、こくみん共済 coop ホール/スペース・ゼロ）-桃瀬しずか 役[6]
- 『舞台　ヘブンバーンズレッド』(2025年11月1日-9日(予定)、東京ドームシティ シアターGロッソ) - 茅森月歌 役[7]

### テレビアニメ
- ラブライブ!スーパースター!!（2022年 - 2024年、ウィーン・マルガレーテ[8]） - 2シリーズ[一覧 1]
- 忍ばない!クリプトニンジャ咲耶参の巻 （2025年） [9]

### Webアニメ
- 怒りのオコリザル観察日記（2024年、ウソッキー）

### ゲーム
- ラブライブ! スクールアイドルフェスティバル2 MIRACLE LIVE!（2023年 - 2024年、ウィーン・マルガレーテ[10]）

### ラジオ
- What a Wonderful Radio!!（2024年4月 - 2024年9月、TOKYO FM）
- ANISON EXPO supported by Bandai Namco Music Live（2025年1月、TOKYO FM）

### 配信番組
- 2023年「結那 、22才はじめました。～生配信で一緒にスタートを切ろう！の会～」[11]

### 動画配信
- 【北海道 利尻富士町×DMM.com】 求人PR動画「めざめたら、利尻富士」[12][13]（2023年、YouTube）
  - 『めざめたら、利尻富士～役場職員ユイナと町篇～』 - 利尻富士町公式YouTubeチャンネル
  - 『めざめたら、利尻富士～保育士ユイナと子供篇～』 - 同上

## ディスコグラフィー

### アルバム
|                                  | 発売日                           | タイトル                         | 規格品番                         | 規格品番                                      | - オリコン - 最高位              |                                  |
| 初回限定盤                       | 発売日                           | タイトル                         | 通常盤                           |                                               | - オリコン - 最高位              |                                  |
| バンダイナムコミュージックライブ | バンダイナムコミュージックライブ | バンダイナムコミュージックライブ | バンダイナムコミュージックライブ | バンダイナムコミュージックライブ              | バンダイナムコミュージックライブ | バンダイナムコミュージックライブ |
| -------------------------------- | -------------------------------- | -------------------------------- | -------------------------------- | --------------------------------------------- | -------------------------------- | -------------------------------- |
| 1st                              | 2024年6月21日                    | LustQueen                        | FEARCL-006                       | - FEARCL-006（限定盤） - FEARCL-007（通常盤） |                                  |                                  |

### タイアップ曲
| 楽曲            | タイアップ                                            | 時期   |
| --------------- | ----------------------------------------------------- | ------ |
| 「そうです!!!」 | Webアニメ『怒りのオコリザル観察日記』エンディング楽曲 | 2024年 |

### キャラクターソング
| 発売日         | 商品名                            | 歌                             | 楽曲                                      | 備考                                              |
| -------------- | --------------------------------- | ------------------------------ | ----------------------------------------- | ------------------------------------------------- |
| 2022年11月30日 | Butterfly Wing/エーデルシュタイン | ウィーン・マルガレーテ（結那） | 「Butterfly Wing」 「エーデルシュタイン」 | テレビアニメ『ラブライブ!スーパースター!!』挿入歌 |

## 書籍

### デジタル写真集
- 結那写真集「究極の美人声優」（2023年8月24日、集英社）
- 結那写真集「美的生活」（2023年12月21日、集英社）

### シリーズ一覧
1. ↑  第2期（2022年）、第3期（2024年）